# Znatiželja
Znatiželja ili radoznalost osobina je koju posjeduju ljudi i životinje koja ih potiče da saznaju nešto novo ili dobiju neke nove informacije važne za njih kroz istraživanje, propitkivanje i učenje. To je početna faza svakog ljudskog poriva za učenjem i želje za stjecanjem nekog novog znanja ili vještine. Kod čovjeka je znatiželja najizraženija u djetinjstvu, ali se naravno javlja i kasnije.
Znatiželja se može smatrati urođenom kvalitetom mnogih različitih vrsta. Zajednička je ljudskim bićima u svim dobima od djetinjstva do odrasle dobi, i lako se može uočiti kod mnogih drugih životinjskih vrsta; ovo uključuje: majmune, mačke i glodavce. Rane definicije navode znatiželju kao motiviranu želju za informacijama. Kaže se da ta motivacijska želja proizlazi iz strasti ili apetita za znanjem, informacijama i razumijevanjem. 
Ove tradicionalne ideje o znatiželji nedavno su proširene kako bi se uočila razlika između perceptivne znatiželje kao urođenog istraživačkog ponašanja prisutnog kod svih životinja i epistemičke znatiželje kao želje za znanjem koja se posebno pripisuje ljudima.
Daniel Berlin identificirao je tri glavne varijable koje igraju ulogu u pobuđivanju znatiželje: psihofizičke, okolišne i kolativne varijable. Psihofizičke varijable odgovaraju fizičkom intenzitetu, a okolinske varijable odgovaraju motivacijskoj važnosti i relevantnosti zadatka. Kolativne varijable nazivaju se "kolativnim" jer uključuju usporedbe između različitih podražaja ili značajki, koje se zapravo mogu promatrati ili se mogu prizvati iz sjećanja. Berlin je spomenuo četiri kolativne varijable: novost, složenost, neizvjesnost i sukob. U isto vrijeme, on je sugerirao da sve kolativne varijable vjerojatno uključuju sukob. Uz to, razmatrao je tri varijable koje su komplementarne s novinom: promjenu, iznenađenje i nesklad. Konačno, radoznalost može biti potaknuta ne samo percepcijom podražaja koji je povezan s gore spomenutim varijablama ("specifično istraživanje"), već i nedostatkom poticaja, iz "dosade" ("raznolika istraživanja").